# Frank J. Kelley
Frank Joseph Kelley (31 décembre 1924 – 5 mars 2021) est un homme politique américain, 50e procureur général de l’État américain du Michigan. 
Ses mandats de 37 ans, de 1961 à 1999, font de lui à la fois le procureur général le plus jeune (36 ans) et le plus âgé (74 ans) de l’histoire de l’État. Il remporte dix mandats consécutifs. Il est l'homme politique ayant occupé le plus longtemps un poste procureur général d'État de l’histoire des États-Unis, jusqu’à ce que Tom Miller de l’Iowa dépasse son record de longévité en 2019, bien que Kelley détienne toujours le record du plus long mandat continu en tant que procureur général. En 37 ans de service en tant que responsable de l’application de la loi au Michigan, il travaille de concert avec cinq gouverneurs de l'État.

## Enfance et éducation
Kelly est né à Detroit dans le Michigan, le 31 décembre 1924. Son père est un admirateur du président Harry Truman, et dirige la délégation du Michigan à la convention démocrate qui désigne Truman.
Frank obtient ses diplômes de premier cycle et de droit à l’Université de Detroit. Il devient avocat en pratique privée à Alpena.

## Procureur général du Michigan
Kelley est nommé procureur général en 1961 par le gouverneur John Swainson pour combler un poste vacant laissé lorsque Paul L. Adams devient juge de la Cour suprême du Michigan. Kelley est élu à part entière en tant que candidat démocrate dix fois avant sa retraite en 1999. C'est Jennifer Granholm, future gouverneure du Michigan qui lui succède. Le gouverneur Granholm a publiquement reconnu Kelley comme l’un de ses mentors et l’un de ses plus proches conseillers.
Le président Bill Clinton mentionne Kelley comme une force de premier plan dans l’Accord-cadre de règlement sur le tabac qui a permis à la plupart des États de recevoir d’importants paiements pluriannuels pour les indemniser des coûts des maladies liées au tabac.

## Limites de mandats
En 1993, la Constitution du Michigan est modifiée pour limiter le nombre de mandats de nombreux postes électifs, notamment celui de procureur général. Les successeurs de Kelley sont limités à deux mandats de quatre ans. 
Au cours du débat sur la limitation des mandats, certains partisans de la limitation des mandats citent les cas de Kelley et du secrétaire d’État de l’époque, Richard H. Austin (en poste de 1971 à 1995), comme exemples de représentants élus qui sont restés en fonction trop longtemps.

## Fin de carrière
Après son départ du poste du procureur général, Kelley fonde un important cabinet de lobbying et d’avocats à Lansing
Á la fin de sa vie, il passe l'hiver à Naples, en Floride, et vit le reste de l'année dans sa maison de Haslett, dans le Michigan. Il est décédé en mars 2021 dans une maison de retraite de Floride à l'âge de 96 ans. Les restes de Kelley sont incinérés et ses cendres inhumées sur l'île Mackinac.

## Source
- (en) Cet article est partiellement ou en totalité issu de l’article de Wikipédia en anglais intitulé « Frank J. Kelley » (voir la liste des auteurs).